# Municipio de Richfield (Kansas)
El municipio de Richfield (en inglés: Richfield Township) es un municipio ubicado en el condado de Morton en el estado estadounidense de Kansas. En el año 2010 tenía una población de 182 habitantes y una densidad poblacional de 0,28 personas por km².

## Geografía
El municipio de Richfield se encuentra ubicado en las coordenadas 37°17′1″N 101°44′6″O / 37.28361, -101.73500. Según la Oficina del Censo de los Estados Unidos, el municipio tiene una superficie total de 648.48 km², de la cual 648,28 km² corresponden a tierra firme y (0,03 %) 0,19 km² es agua.

## Demografía
Según el censo de 2010, había 182 personas residiendo en el municipio de Richfield. La densidad de población era de 0,28 hab./km². De los 182 habitantes, el municipio de Richfield estaba compuesto por el 89,56 % blancos, el 8,79 % eran de otras razas y el 1,65 % eran de una mezcla de razas. Del total de la población el 15,38 % eran hispanos o latinos de cualquier raza.